# Mercedes 35pk
De Mercedes 35pk was de opvolger van de Mercedes 28pk.
Toen Emile Jellinek Daimler vroeg voor een auto die sneller en lichter was dan de Mercedes 28pk, die beter zou presteren in races. Het antwoord van de hoofd ingenieur van Daimler, Wilhelm Maybach, was een nieuwe motor die 35pk leverde en lichter was door de aluminium carterpan. Het Chassis was ook lichter, want voor het eerst werden de langsliggers geperst uit plaatstaal. De auto werd eind november in 1900 op de weg getest en in december 1900 aan Emile Jellinek getoond.
In 1901 deed deze auto mee aan de snelheidswedstrijden in Nice.